# 토혈
토혈(吐血, 영어: hematemesis)은 혈액의 구토이다. 구혈(嘔血)이라고도 한다. 일반적으로 상부 위장관(보통 샘창자걸이근 위쪽)이 문제의 근원이다. 환자는 피 기침을 하는 객혈과 쉽게 혼동할 수 있으나 객혈이 더 일반적이다. 토혈은 늘 중요한 표징이다.

## 병인
- 말로리-바이스 증후군
- 식도나 위의 내벽의 약화
- 구강, 비강, 목의 출혈 이후 흡수된 혈액의 구토
- 위장관계의 오기능
- 위의 신생물
- 급성방사선증후군
- 바이러스성 출혈열
- 장염
- 위염
- 위암
- 소화성궤양
- 간염
- 졸린거 엘리슨 증후군
- 누공
- 황열

## 같이 보기
- 커피찌꺼기모양 구토
- 흑색변